# Marienkirche (Ambla)

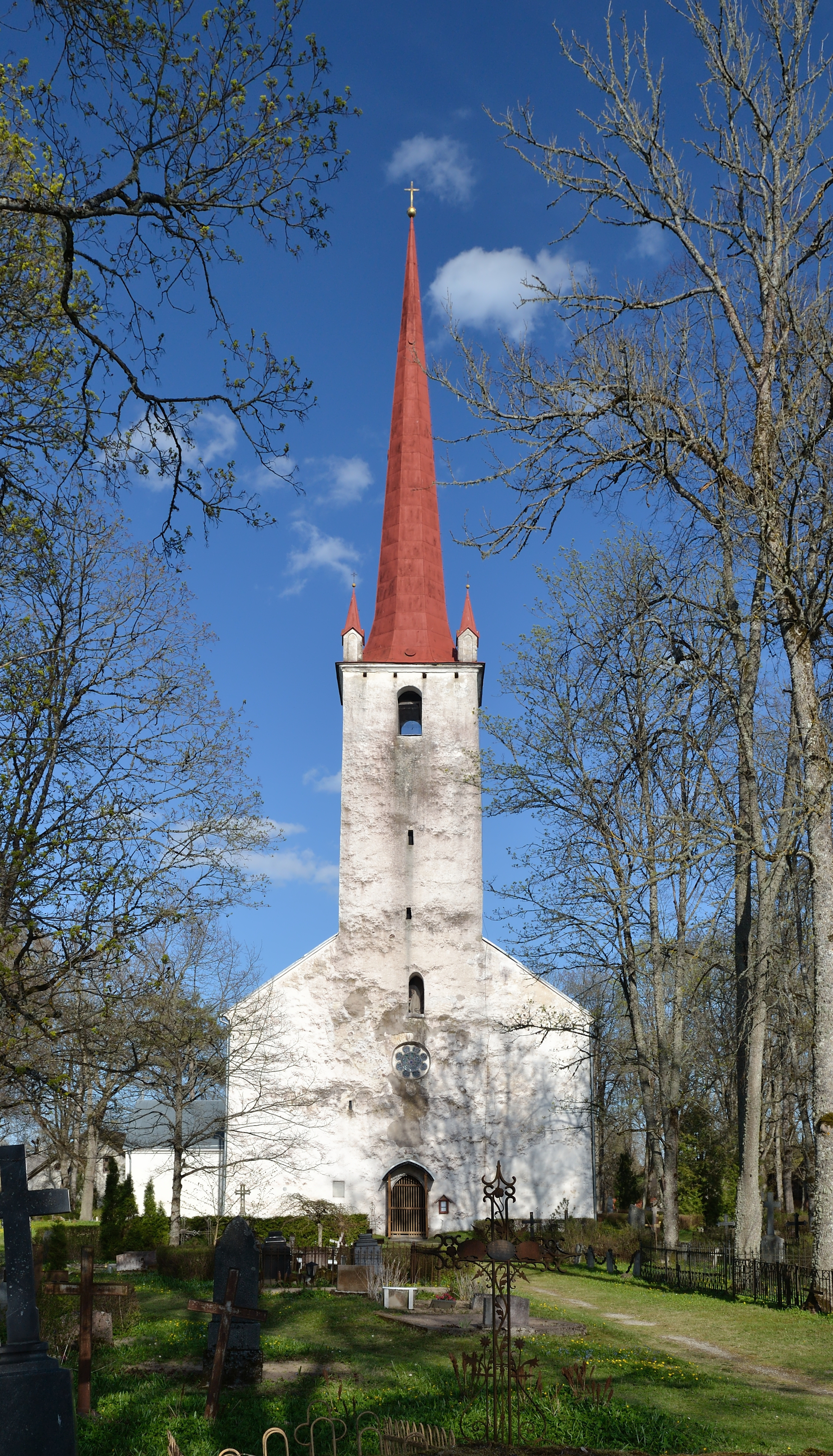
Kirche in Ambla

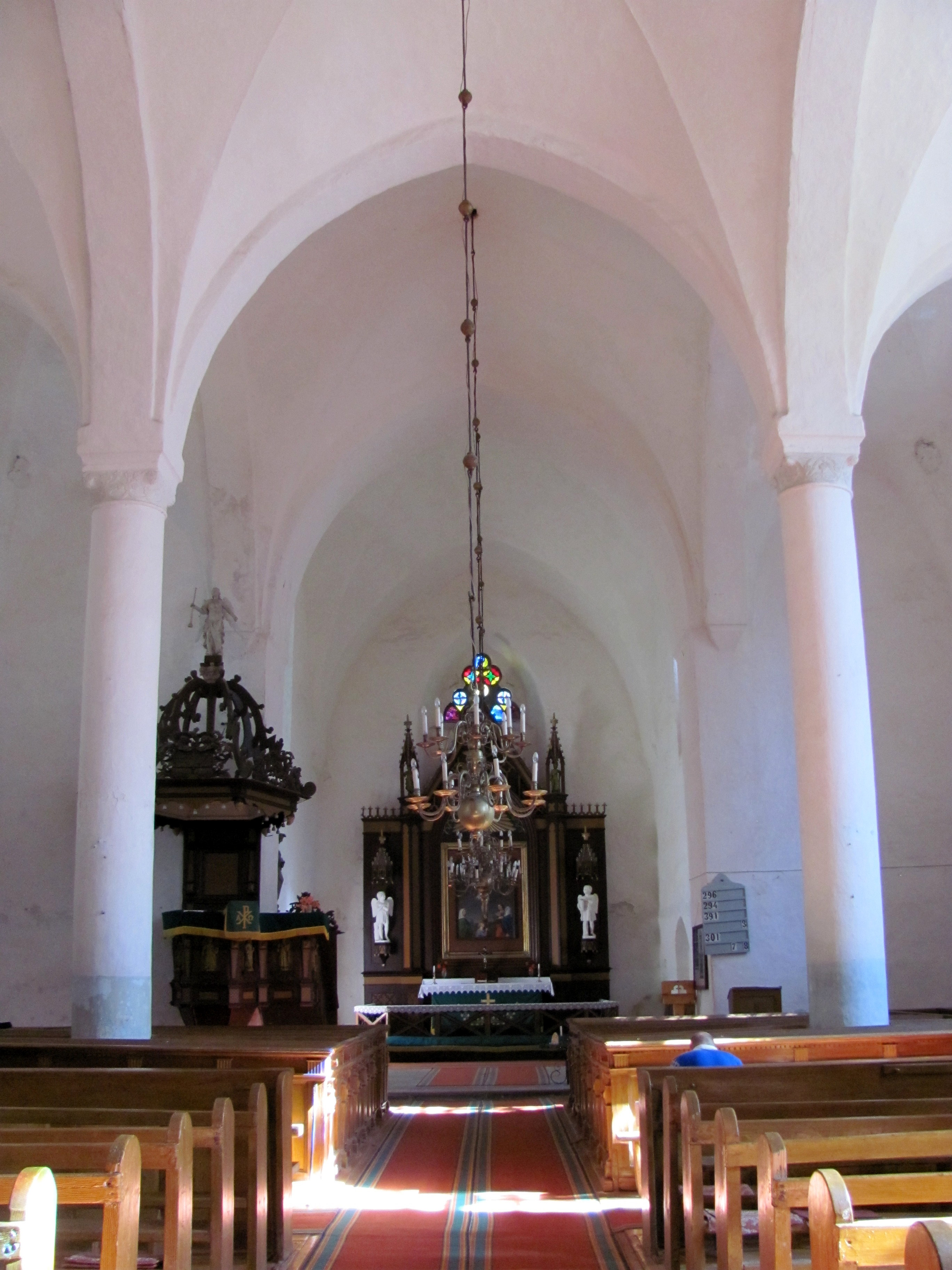
Innenansicht

Die evangelisch-lutherische Marienkirche (estnisch Ambla Püha Neitsi Maarja Kirik oder Ambla Maarja kirik) liegt in Ambla (deutsch Ampel), heute ein Gemeindeteil von Järva im Kreis Järva in Estland. Sie ist ein Beispiel für eine Gruppe von Kirchen in der mittelestnischen Landschaft Jerwen, die einen Baldachinbogen im Ostteil des Chors haben.

## Geschichte
Der Bau der Kirche in Ambla, einer der ältesten in Mittelestland, wurde in der Mitte des 13. Jahrhunderts begonnen. Die Kirche Ampel ist der älteste Vertreter der Kirchen mit Baldachinbogen. Ein Vorbild für diesen ist in Langenhorst und Metelen zu Westfalen zu sehen. Etwa zehn Jahre später wurde das Langhaus überwölbt und in eine dreischiffige Hallenkirche verwandelt. Die romanischen Kapitelle auf den Rundpfeilern gehen auf Vorbilder des gotländischen Meisters Lafrans Botvidarson zurück. Etwas später, aber noch im 13. Jahrhundert, wurde die Sakristei angebaut und im frühen 14. Jahrhundert die Vorhalle im Norden. Zu dieser Zeit wurde die Kirche Maria gewidmet, der Hauptpatronin des Landesherrn, des Deutschen Ordens. Die Kirche hatte offenbar auch Verteidigungsfunktionen.

## Baubeschreibung
Die Kirche ist ein dreischiffiger Hallenbau mit einem hohen Turm, der von Westen her in das Mittelschiff eingebettet ist. Die Fassade ist nur durch schmale Spitzbogenfenster unterbrochen. Im Osten befindet sich ein kurzer und geradlinig abgeschlossener Altarraum. Der ursprüngliche, mittelalterliche Bau hatte eine Sakristei und eine gewölbte Vorhalle an der Nordseite. Die Rosette im westlichen Teil war eine der ersten, die in Estland gebaut wurden.